# 스위치드 앳 버스
스위치드 앳 버스(Switched at Birth)는 2011년 6월 6일부터 2017년 4월 11일까지 방영된 텔레비전 드라마이다.